# No humana
No humana, o no-humana/o, es una expresión utilizada para describir a cualquier entidad que presente características humanas pero no las suficientes como para ser consideradas como tales. El término es usado en varios contextos y puede utilizarse para referirse a objetos que han sido desarrollados con inteligencia humana, como algunos robots y/o vehículos.

## Derechos de los animales y personería
Dentro del contexto de los movimientos por los derechos de los animales, comúnmente se distingue entre «animales humanos» y «animales no humanos». Quienes participan en dichos movimientos generalmente reconocen que los animales no humanos presentan atributos similares a las personas humanas. Por ejemplo, está demostrado que varios animales no humanos sienten dolor, compasión, poseen memoria, y algunas funciones cognitivas.  Algunos activistas por los derechos de los animales argumentan que las semejanzas entre los animales humanos y los no humanos justifican darle a los no humanos derechos que la sociedad humana se ha proporcionado, como el derecho a la autopreservación. Incluso promueven darle el atributo de personería a todos los animales no humanos que tengan una mente plenamente pensante y consciente, como los vertebrados y algunos invertebrados como los cefalópodos.

## Lo no-humano en Filosofía
Varios filósofos contemporáneos, a partir del trabajo de Henri Bergson, Gilles Deleuze, Félix Guattari, y Claude Lévi-Strauss, entre otros, dicen que la no-humanidad plantea problemas epistemológicos y ontológicos para la ética humanista y posthumanista, y han vinculado el estudio de los no-humanos a aproximaciones materialistas y etológicas al estudio de la sociedad y la cultura.

## Inteligencia artificial
El término «no-humano» ha sido usado para describir programas de computadora y dispositivos tipo robot que muestran ciertas características no humanas. En la ciencia ficción y en el mundo real, el software y los robots han sido construidos para llevar a cabo tareas que requiere interacciones entre un humano y una computadora de maneras que sugieren sintiencia y compasión. Hay un creciente interés en usar robots en guarderías y asilos de ancianos. Por décadas se han estado usando programas de computadora en escuelas para proporcionar educación «uno a uno» con niños. El juguete «Tamagotchi» requería que los niños le den cuidado, atención y le alimenten para mantenerle «vivo».